# Barbirey-sur-Ouche
Barbirey-sur-Ouche är en kommun i departementet Côte-d'Or i regionen Bourgogne-Franche-Comté i östra Frankrike. Kommunen ligger i kantonen Sombernon som tillhör arrondissementet Dijon. År 2022 hade Barbirey-sur-Ouche 242 invånare.

## Befolkningsutveckling
Antalet invånare i kommunen Barbirey-sur-Ouche
Referens:INSEE